# آمور (ماهی)
ماهی آمور یا کپور علف‌خوار (Ctenopharyngodon idella) نوعی ماهی آب شیرین گیاهخوار از خانواده کپورهاست. این ماهی بومی شرق آسیا از شمال ویتنام تا رود آمور در مرز چین و سیبری است.
آمور برای پرورش ماهی و کنترل گیاهان آبی به نقاط مختلف دنیا معرفی شده و در برخی نقاط اثرات تخریبی فراوانی داشته‌است. در ایران ماهی آمور پرورشی به دلیل شباهت ظاهری به ماهی سفید خزر به ماهی سفید پرورشی معروف شده‌است.

## ویژگی‌ها
بیشینهٔ درازا و وزن در این ماهی به ترتیب ۱۰۰ سانتی‌متر و ۳۲ کیلوگرم می‌باشد (میانگین ۵۷ سانتی‌متر و ۶/۳ کیلوگرم) و دارای دندان حلقی با فرمول ۴٫۲-۲٫۴ یا ۵٫۲-۲٫۴ می‌باشد.
بدن این ماهی گرد و فلس‌های متراکمی دارد. باله پشتی گرد و خط جانبی کاملی دارد. ابتدای قاعده باله پشتی اندکی در جلوی قائمه باله لگنی قرار دارد.خارهای آبششی کوتاه و به تعداد ۱۲ عدد دارد. عمدتاً از گیاهان آبزی تغذیه می‌کند. البته سخت‌پوستان و نوزاد پشه‌های دریاچه (شیرونومیده) را نیز مصرف می‌کند. تعداد تخم‌ها تا ۱ میلیون عدد نیز می‌رسد. نسبت به ماهی کپور معمولی باله پشتی کوتاهتری دارد. تفاوت آن با ماهی کپور سیاه، در دندان‌های حلقی است. دندان حلقی در آمور از نوع شانه‌ای و در کپور سیاه از نوع آسیایی است.
ماهی آمور دارای سر مسطح است ولی ماهی سفید سر برآمده دارد. رنگ بدن در ماهی آمور، نقره‌ای واضح و در ماهی سفید نقره‌ای محو است. تفاوت دیگر این دو در دندان‌های حلقی است که فرمول دندان حلقی در ماهی سفید ۵-۶ می‌باشد.
ماهی آمور جزء کپور ماهیان چینی می‌باشد و در سیستم پرورشی توأم همراه با کپور معمولی، کپور نقره‌ای (فیتوفاگ) و کپور سرگنده، پرورش می‌یابد. این ماهی در زادگاه اصلی خود در چین، در رودخانه‌های سیلابی با آب گل آلوده و بستر پوشیده از سنگریزه به صورت دسته جمعی تخم ریزی می‌کند.تخم ریزی آن در دمای ۲۳-۲۱ درجه سانتی گراد صورت می‌گیرد. تعداد تخم‌ها ۲۰۰-۵۰۰ هزار عدد بوده و به قطر ۵/۰-۲/۱ میلی‌متر می‌باشند. شرایط لازم برای به وجود آمدن لاروها، غوطه‌وری تخم‌ها می‌باشد که در رودخانه‌های طبیعی در فصل سیلابی چنین شرایطی فراهم می‌گردد. ماهیان نر در زادگاه اصلی خود در ۶-۴ سالگی و ماده‌ها در ۷-۶ سالگی بالغ می‌شوند. این ماهی دارای ارزش شیلاتی می‌باشد.

## دانستنی‌ها
در سال ۱۹۹۰ ورود ماهی غیربومی آمور از سوی شیلات به هامون پوزک در سیستان نسل نی‌های منطقه را از بین برد و این هامون را در فهرست قرمز کنوانسیون رامسر قرار داد.